# Trâu Surti
Trâu Surti (tiếng Ấn Độ: सुरती म्हैस) hay còn được gọi là trâu Surati vì nó có nguồn gốc từ thị trấn Surat thuộc Ấn Độ là một giống trâu sữa có nguồn gốc từ Ấn Độ, có nguồn gốc ở vùng trung giữa sông Mahi và Sabarmati. Các cá thể động vật tốt nhất của giống trâu này được tìm thấy ở các huyện Anand, Kaira và Baroda Gujarat. 

## Đặc điểm
Các con trâu Surti có kích thước trung bình và tính khí ngoan ngoãn. Con đực trưởng thành cân nặng từ 640 kg đến 700 kg, con cái 550 – 650 kg. Chiều cao trung bình ở con đực là 134 cm, con cái là 124 cm. Chúng có một cái đầu khá rộng và lâu dài với một hình dạng lồi ở đầu ở giữa sừng. Sừng trâu có hình lưỡi liềm và phẳng mà phát triển theo một hướng đi xuống & ngược và sau đó trở lên ở mũi tạo thành một cái móc. Mầu phổ biến của trâu Surti là đen và nâu. Lông ở dưới đầu gối và khoeo chân thường là xám, hơi trắng và thường có một vệt trắng phía trên mắt.
Trâu Surti có hình dáng đẹp, tầm vóc trung bình, lưng thẳng, chân khá thấp. Bầu vú có dáng cân đối, da bầu vú màu hồng, các núm vú đều đặn. Da là màu đen hoặc nâu. Trâu Surti có một lưng thẳng độc đáo cá thể tốt có hai đai trắng. Năng suất sữa trung bình của trâu là 2070 kg /chu kỳ, với 7,9% chất béo. Sản lượng sữa trung bình khi cho con bú: -1500-1600 kg, khi không cho con bú - 1900-2000 kg. Chất béo: - 7-7,5%, SNF: - 9-9,15%, Tuổi đẻ: - 45-47 tháng, khoảng cách lứa đẻ: - 400-425 ngày, thời kỳ sinh sản: - mùa (tháng chín-tháng tư)